# Kiryū
Kiryū (japanska: 桐生市?, Kiryū-shi) är en stad i Gunma prefektur i Japan. Staden fick stadsrättigheter 1921.